# 长石乡
长石乡，是中华人民共和国四川省达州市万源市曾经下辖的一个乡。2020年6月，撤销长石乡，设立永宁镇，原长石乡所属行政区域为永宁镇的行政区域。

## 行政区划
长石乡撤销前下辖以下地区：
鸡河坝村、芦家坝村、梁家坪村、芦家沟村、槐树坪村、梅垭村、锅团圆村、龙王沟村和黄家沟村。